# Bulbophyllum obtusipetalum
Bulbophyllum obtusipetalum là một loài phong lan thuộc chi Bulbophyllum.